# Dirka po Franciji 1909
Dirka po Franciji 1909 je bila 7. dirka po Franciji, ki je potekala od 5. julija do 1. avgusta 1909. Trasa dirke je bila ista kot na predhodnih dveh Tourih.
Ob odsotnosti zmagovalca zadnjih dveh dirk Luciena Petit-Bretona je položaj favorita prevzel drugi s Toura 1908, Luksemburžan François Faber. Po prvi etapi je vodilni položaj zavzel Belgijec Cyrille van Hauwaert. Favorit Faber je z zmago prevzel vodstvo že v drugi etapi in ga s še petimi etapnimi zmagami zanesljivo obdržal do konca. Tako je bil Tour 1909 prvi Tour, ki ni videl Francoza kot skupnega zmagovalca.
Ekipno zmago je doseglo kolesarsko moštvo Alcyon.

## Pregled
| Kategorije                          | Podatki     |
| ----------------------------------- | ----------- |
| Začetek-konec                       | Pariz-Pariz |
| Dolžina (km)                        | 4.497       |
| Število etap                        | 14          |
| Povprečna hitrost zmagovalca (km/h) | 28,685      |
| Kolesarjev                          | 150         |
| Tekmo končalo                       | 55          |

| Etapa | Datum     | Start in cilj      | Dolžina | Etapni zmagovalec    | Vodeči               |
| ----- | --------- | ------------------ | ------- | -------------------- | -------------------- |
| 1     | 5. julij  | Pariz - Roubaix    | 272 km  | Cyrille Van Hauwaert | Cyrille Van Hauwaert |
| 2     | 7. julij  | Roubaix - Metz     | 398 km  | François Faber       | François Faber       |
| 3     | 9. julij  | Metz - Belfort     | 259 km  | François Faber       | François Faber       |
| 4     | 11. julij | Belfort - Lyon     | 309 km  | François Faber       | François Faber       |
| 5     | 13. julij | Lyon - Grenoble    | 311 km  | François Faber       | François Faber       |
| 6     | 15. julij | Grenoble - Nica    | 345 km  | François Faber       | François Faber       |
| 7     | 17. julij | Nica - Nîmes       | 345 km  | Ernest Paul          | François Faber       |
| 8     | 19. julij | Nîmes - Toulouse   | 303 km  | Jean Alavoine        | François Faber       |
| 9     | 21. julij | Toulouse - Bayonne | 299 km  | Constant Ménager     | François Faber       |
| 10    | 23. julij | Bayonne - Bordeaux | 269 km  | François Faber       | François Faber       |
| 11    | 25. julij | Bordeaux - Nantes  | 391 km  | Louis Trousselier    | François Faber       |
| 12    | 27. julij | Nantes - Brest     | 321 km  | Gustave Garrigou     | François Faber       |
| 13    | 29. julij | Brest - Caen       | 415 km  | Paul Duboc           | François Faber       |
| 14    | 1. avgust | Caen - Pariz       | 251 km  | Jean Alavoine        | François Faber       |